# Rapport technique
Pour les articles homonymes, voir Rapport.
 (janvier 2017).
Si vous disposez d'ouvrages ou d'articles de référence ou si vous connaissez des sites web de qualité traitant du thème abordé ici, merci de compléter l'article en donnant les références utiles à sa vérifiabilité et en les liant à la section « Notes et références ».
Un rapport technique est un produit de communication qui s'adresse à des destinataires travaillant sur un projet commun : il doit donc être adapté à cet objectif.
Il faut distinguer :
- le fond qui est le développement du sujet (texte et illustrations)

Le document doit être structuré et répondre aux règles de la rédaction technique.
- la forme qui correspond à l'organisation et la présentation du rapport (mise en page)

Il existe de nombreuses manières de rédiger un rapport, mais toutes doivent respecter certains critères détaillés dans la partie suivante.

## Constitution

### La couverture
La couverture est un élément essentiel d'un rapport de stage, c'est « l'accroche ».
Elle doit donner aux lecteurs tous les éléments de référence du dossier afin de pouvoir situer le sujet abordé, avec son contexte :
- Le titre du sujet étudié
- Les auteurs
- La date de parution
- L'éditeur
- Une illustration (en rapport direct avec le contenu du rapport) pour agrémenter la page.
- Des informations complémentaires éventuelles :
  - Le cadre de l'étude
  - Des partenaires
  - Des logos

Ces informations n'ont pas toutes la même importance, il faut les hiérarchiser (ce qui peut se faire en changeant la définition de police de caractère).

### Le résumé
Il s'agit d'une description rapide du contenu du rapport. Le lecteur peut ainsi prendre connaissance des grandes lignes sans aller plus loin que la première page.

### Le sommaire
Le sommaire permet le repérage des différentes parties du dossier, sous forme de plan comportant la pagination des différents chapitres.
Il est particulièrement utile, notamment pour un rapport à caractère scientifique ou technique, en effet, le lecteur peut n'être intéressé que par certaines parties et donc il voudra y accéder directement sans avoir à feuilleter un document qui peut faire une centaine de pages.

### L'introduction
Elle sert à situer le contexte du rapport : « rapport de stage », « rapport de mission à caractère technique » ou encore « rapport d'activité » pour une entreprise. L'introduction doit également donner le cheminement logique du rapport. Le lecteur doit être capable à sa lecture de savoir si ce document va ou non répondre à ses attentes.

### Le corps du texte
Il s'agit du point d'orgue du document, il doit donc être à la hauteur de l'introduction et du sommaire, le développement ne doit pas être une simple extension de la table des matières mais un texte structuré.

### La conclusion
La conclusion, limitée à une page ou deux, devra résumer et analyser les différentes parties du rapport de stage. Si ce rapport est amené par une problématique, la conclusion devra y répondre. Dans un deuxième temps la conclusion devra contenir votre analyse du stage, un bilan personnel de votre stage. Pour finir, vous devrez montrer en quoi votre stage vous a aidé dans l'élaboration de votre projet professionnel.

## Autour du rapport
Un rapport est un document complet qui fait souvent appel à des termes techniques et des références à d'autres ouvrages. Il est donc nécessaire d'une part de citer les sources utilisées, (bibliographie) afin de ne pas s'approprier le travail de quelqu'un d'autre, et d'autre part de faire un glossaire (placé en annexe) regroupant l'ensemble des termes qui nécessitent une explication, le but étant de faciliter la lecture du rapport.

## La forme du rapport

### Aspect graphique
Le texte doit être agréable à lire, d'où l'importance de la présentation et de la police choisie.
Lors de la rédaction d'un rapport technique on peut être amené à publier des formules mathématiques, il faut donc qu'elles apparaissent clairement au milieu du texte. Il est donc indispensable de maitriser des formateurs de texte tels que LaTeX.

### Aspect informatique
Actuellement la transmission d'un rapport passe quasi-systématiquement par l'outil informatique. Il faut donc choisir avec soin le format du rapport pour qu'il soit accessible à tout le monde. On préfèrera donc utiliser un format tel que le PDF (uniquement pour consulter le rapport) et des formats d'images ouverts tels que JPEG.